# Rosy Rodríguez
Rosy Rodríguez es una actriz española. Es conocida por su papel de Carmen en la película Carmen y Lola (2018) de Arantxa Echevarría que narra la historia de dos gitanas enamoradas en un entorno conservador.

## Filmografía
- Carmen y Lola (2018) como Carmen
- Jaguar (2021) como Gitana

## Premios y nominaciones
| Año  | Premio       | Categoría               | Resultado |
| ---- | ------------ | ----------------------- | --------- |
| 2019 | Premios Goya | Mejor actriz revelación | Nominada  |